# جامع بردسكن
جامع بردسكن هو مسجد تاريخي يعود إلى عصر القاجاريون، ويقع في بردسكن.